# Гебхард, Ханнес
Ханнес Гебхард (фин. Hannes Gebhard; 8 апреля 1864, Кемиярви,
Великое княжество Финляндское, Российской империи — 23 февраля 1933, Хельсинки) — финский экономист, предприниматель, профессор экономической истории и экономики, доктор философии, общественно-политический деятель, член парламента Финляндии. Основатель кооперативной торговли в Финляндии.

## Биография
Внук немецкого музыканта Иоганна Кристиана Гебхарда (1786—1852), обосновавшегося в Финляндии в 1820-е гг.; двоюродный брат Альберта Гебхарда. Родился в семье лесопромышленника. До 1882 года обучался в Шведском лицее при Университете Оулу. Продолжил учёбу в университете Хельсинки, который окончил в 1887 году со степенью бакалавра философии, в 1890 году получил степень доктора философии.

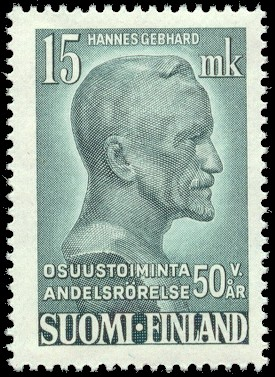
Почтовая марка Финляндии 1949 г., посвящённая Ханнесу Гебхарду

В 1890—1899 годах работал доцентом экономической истории скандинавских стран в Хельсинкском университете, также читал лекции по сельскому хозяйству, национальной экономику и статистику (1899—1906). Профессор университета Хельсинки в 1909—1927 годах.
Основал в 1890 году крупное книжное издательство «Otava». Был управляющим директором Otava с 1890 по 1892 год.
В 1903—1917 и 1921—1933 годах — управляющий директор Кооперативного центрального кредитного фонда Финляндии, а также директор Общества Пеллерво, целью которого было содействие созданию кооперативных предприятий и обмен знаниями по этому вопросу (1899—1917) и директор Кооперативного движения в 1926—1933 годах.
Член Финской партии (Suomalainen Puolue). Депутат парламента Финляндии в 1907—1909 годах.
Автор целого ряда работ по вопросам кооперативного движения, фермерского хозяйства, земельных и финансовых отношений и др.

## Избранные публикации
- Kajaanin linnasta. Suomen muinaismuisto-yhdistyksen aikakauskirja 11. Helsinki 1890.
- Katsaus Suomen Talousseuran toimintaan v. 1797—1856. KS, Helsinki 1892.
- Suomalaisen Kirjallisuuden Seura v. 1881—1892. KS, Helsinki 1893.
- Maanviljelysopetus meillä ja muualla. Yhteiskunnallisia kysymyksiä 5. KS, Helsinki 1894.
- Maanviljelystilasto meillä ja muualla. KS, Helsinki 1895.
- Uusimmat ehdotukset kruunumetsäin asuttamiseksi Pohjois-Ruotsissa. WSOY 1896.
- Metsäpolitiikkamme pääkysymyksiä. Helsinki 1897.
- Osuustoiminnan keskittämisestä ja sen edellytyksistä. Pellervon kirjasto 6. Helsinki 1902.
- Osuuskassojen keskuslainarahasto, sen synty ja järjestys. Pellervon kirjasto 14. Mikkeli 1903.
- Osuuskassa. Pellervon lentolehtinen n: o 2. Helsinki 1904, 2. painos 1906.
- Säästäväisyyttä, joka tulee kalliiksi. Pellervon lentolehtinen n: o 1. Helsinki 1904.
- Me osuustoimintaväki — toistemme palvelijoita. Pellervon lentolehtinen n: o 4. Helsinki 1905, 1908, 1916.
- Suomen maanviljelijäin pääomapula. Osuuskassojen keskusliiton julkaisuja. Sarja 1, Osuuskassakirjasto N:o 4. Helsinki 1931.
- Suomen maanviljelijäin pääomapulasta: Maataloustuottajain keskusliiton liittokokouksessa 9.2.1931 pidetty esitelmä. Maataloustuottajain keskusliiton julkaisuja N:o 31. Helsinki 1931.
- Suomen maantalouden velkataakka ja toimenpiteitä sen helpottamiseksi. Pellervo-seura, Helsinki 1932.

Похоронен на кладбище Хиетаниеми в Хельсинки.